# باشگاه فوتبال کورتریک
باشگاه فوتبال کورتریک (که اغلب به آن KV Kortrijk یا KVK گفته می‌شود). یک باشگاه فوتبال در شهر کورتریک است که در لیگ برتر فوتبال بلژیک بازی می‌کنند و در فصل ۲۰۰۹–۱۰ بهترین رتبه خود را کسب کردند و در رده چهارم پس از پلی‌آف قرار گرفت. این باشگاه در سال ۱۹۷۱ تأسیس شد.

## بازیکنان ایرانی
- محمد نادری